# Ichthydium montanum
Ichthydium montanum är en djurart som tillhör fylumet bukhårsdjur, och som beskrevs av Rudescu 1967. Ichthydium montanum ingår i släktet Ichthydium och familjen Chaetonotidae. Inga underarter finns listade i Catalogue of Life.